# 142014 Neirinck
142014 Neirinck è un asteroide della fascia principale. Scoperto nel 2002, presenta un'orbita caratterizzata da un semiasse maggiore pari a 2,4231109 UA e da un'eccentricità di 0,0371675, inclinata di 3,73768° rispetto all'eclittica.